# کورتیوا
کورتیوا (انگلیسی: Corteva) شرکت صنایع شیمیایی آمریکایی است، که در سال ۲۰۱۹ تأسیس شد.